# SMS Árpád
SMS Árpád byla bitevní loď typu predreadnought třídy Habsburg postavená pro Rakousko-uherské námořnictvo. Na vodu byla spuštěna 11. září 1901 v loděnici  Stabilimento Tecnico Triestino v Terstu jako druhá loď této třídy. Spolu se svými sesterskými loděmi se během první světové války zúčastnila bombardování Ancony. Kvůli nedostatku uhlí byla brzy po této akci stažena z aktivní služby a po zbytek války byla v přístavu používána jako strážní loď. Po prohrané válce byly všechny bitevní lodě třídy Habsburg předány Velké Británii a v roce 1921 byl Árpád v Itálii sešrotován.